# Irina Orendi
Irina Orendi is een atleet uit Roemenië.
Op de Olympische Zomerspelen van Amsterdam in 1928 nam Orendi deel aan het onderdeel hoogspringen. Ze eindigde als 20e met een sprong van 1.35 meter.
- World Athletics: 14562649